# 高谷順二
高谷 順二（たかたに じゅんじ、1982年9月21日 - ）は、日本の元ラグビー選手。

## プロフィール
- 長崎県出身。
- ポジションはフランカー(FL)。
- 身長 183cm、体重 91kg
- ニックネームはジュンジ。

## 来歴
小学1年生からラグビーを始めた。
2001年、長崎北陽台高校卒業後、慶應義塾大学に入学する。なお長崎北陽台高校時代、主将を務めた。
2004年、慶應義塾體育會蹴球部の副将に就任した。
2005年、慶應義塾大学卒業後、サントリーサンゴリアスに加入。同年10月16日に行われたジャパンラグビートップリーグ第5節のセコムラガッツ戦に途中出場で公式戦初出場を果たす。
2011年、現役を引退した。